# Jan De Gruyter (politicus)
Jan De Gruyter (Rijkevorsel, 2 augustus 1929 – Edegem, 2 april 2005) was een Belgisch politicus voor Samen Nieuw Rijkevorsel.

## Levensloop
In 1980 werd De Gruyter burgemeester van Rijkevorsel voor het ACW. Twee jaar later, na de Belgische gemeenteraadsverkiezingen van 1982 werd hij opgevolgd door August Stoffels van de CVP. In 1994 werd de partij Samen Nieuw Rijkevorsel opgericht, een samenvloeiing van meerdere partijen uit de lokale politiek. De Gruyter maakte vanaf de oprichting deel uit van deze nieuwe partij en na de gemeenteraadsverkiezingen van 1994 werd hij opnieuw aangesteld als burgemeester. Na een legislatuurperiode van 6 jaar werd hij opnieuw vervangen door iemand van de CVP, ditmaal Maria Brughmans. Op 21 december 2001 werd hij bij koninklijk besluit benoemd tot ere-burgemeester van Rijkevorsel.
De Gruyter overleed in 2005 op 75-jarige leeftijd.